# Vladislav Truškin
Vladislav Andreevič Truškin (in russo Владислав Андреевич Трушкин?; Kazan', 5 maggio 1993) è un cestista russo.